# 枯河
枯河原名旃（zhān）然河，是河南省境内黄河的支流，河流总长40.6公里，因发源于荥阳市王村镇前白杨村的旃然池，而得名。枯河从荥阳市王村镇向北流入郑州市惠济区的古荥镇，最终注入黄河。